# Pseudocratopus
Pseudocratopus är ett släkte av skalbaggar. Pseudocratopus ingår i familjen vivlar.
Kladogram enligt Catalogue of Life:
| Pseudocratopus | \| \| Pseudocratopus costulatus \| \| \| \| \| \| Pseudocratopus minutus \| \| \| \| |
|                | \| \| Pseudocratopus costulatus \| \| \| \| \| \| Pseudocratopus minutus \| \| \| \| |
|                | Pseudocratopus costulatus                                                            |
|                |                                                                                      |
|                | Pseudocratopus minutus                                                               |
|                |                                                                                      |